# Calendrier international féminin UCI 2019
Le calendrier international féminin UCI 2019 regroupe les compétitions féminines de cyclisme sur route organisées sous le règlement de l'Union cycliste internationale durant la saison 2019.
L'UCI World Tour féminin 2019 est présenté séparément. Les critériums ne sont pas notés.

## Calendrier des épreuves
| Calendrier UCI  | Calendrier UCI   | Calendrier UCI                                                             | Calendrier UCI | Calendrier UCI                                            | Calendrier UCI |
| Date            | Pays             | Course                                                                     | Classe         | Vainqueur                                                 |                |
| --------------- | ---------------- | -------------------------------------------------------------------------- | -------------- | --------------------------------------------------------- | -------------- |
| 29 oct.         | Costa Rica       | Grand Prix ICODER                                                          | 1.2            | María José Vargas (Swapit Agolico)                        |                |
| 30 oct.         | Costa Rica       | Grand Prix du Comité Olympique National                                    | 1.2            | Marcela Prieto (Swapit Agolico)                           |                |
| 2 – 4 nov.      | Costa Rica       | Tour du Costa Rica                                                         | 2.2            | Liliana Moreno (Astana Women's Team)                      |                |
| 10 – 13 janv.   | Australie        | Women's Tour Down Under                                                    | 2.1            | Amanda Spratt (Mitchelton-Scott)                          |                |
| 19 janv.        | Nouvelle-Zélande | Gravel and Tar La Femme                                                    | 1.2            | Brodie Chapman (Tibco-Silicon Valley Bank)                |                |
| 26 janv.        | Australie        | Cadel Evans Great Ocean Road Race Women                                    | 1.1            | Arlenis Sierra (Astana Women's Team)                      |                |
| 30 – 31 janv.   | Australie        | Womens Herald Sun Tour                                                     | 2.2            | Lucy Kennedy (Mitchelton-Scott)                           |                |
| 9 fév.          | Turquie          | Grand Prix Gazipaşa                                                        | 1.2            | Ina Savenka (Minsk Cycling Club)                          |                |
| 10 fév.         | Turquie          | Grand Prix Alanya                                                          | 1.2            | Tatsiana Sharakova (Minsk Cycling Club)                   |                |
| 10 fév.         | Espagne          | Tour de la Communauté valencienne                                          | 1.2            | Lotte Kopecky (Lotto Soudal Ladies)                       |                |
| 21 – 24 fév.    | Espagne          | Semaine cycliste valencienne                                               | 2.2            | Clara Koppenburg (WNT-Rotor Pro Cycling)                  |                |
| 1 mars          | Israël           | Scorpions' Pass TT                                                         | 1.2            | Ántri Christofórou (Cogeas-Mettler-Look Pro Cycling Team) |                |
| 2 mars          | Belgique         | Circuit Het Nieuwsblad                                                     | 1.1            | Chantal Blaak (Boels Dolmans)                             |                |
| 2 mars          | Israël           | Tour d'Arava                                                               | 1.2            | Rotem Gafinovitz (Canyon-SRAM Racing)                     |                |
| 3 mars          | Belgique         | Omloop van het Hageland                                                    | 1.1            | Marta Bastianelli (Virtu Cycling Women)                   |                |
| 5 mars          | Belgique         | Le Samyn des Dames                                                         | 1.2            | Jip van den Bos (Boels Dolmans)                           |                |
| 9 mars          | Turquie          | Grand Prix Velo Alanya                                                     | 1.2            | Olena Sharga (Lviv Cycling Team)                          |                |
| 10 mars         | Belgique         | Circuit du Westhoek-Mémorial Stive Vermaut                                 | 1.1            | annulé/abandonné                                          |                |
| 15 mars         | Pays-Bas         | Drentse 8                                                                  | 1.2            | Audrey Cordon-Ragot (Trek-Segafredo)                      |                |
| 20 mars         | Belgique         | Nokere Koerse                                                              | 1.1            | Lorena Wiebes (Parkhotel Valkenburg)                      |                |
| 29 mars         | Chypre           | Aphrodite Cycling Race ITT                                                 | 1.2            | Olga Zabelinskaïa (Cogeas-Mettler-Look Pro Cycling Team)  |                |
| 30 mars         | Chypre           | Aphrodite's Sanctuary Cycling Race                                         | 1.2            | Olga Zabelinskaïa (Cogeas-Mettler-Look Pro Cycling Team)  |                |
| 3 avr.          | Belgique         | À travers les Flandres                                                     | 1.1            | Ellen van Dijk (Trek-Segafredo)                           |                |
| 4 – 7 avr.      | États-Unis       | Joe Martin Stage Race                                                      | 2.2            | Chloé Dygert (Sho-Air Twenty20)                           |                |
| 8 avr.          | Belgique         | Grand Prix de Dottignies                                                   | 1.2            | annulé/abandonné                                          |                |
| 8 – 10 avr.     | Thaïlande        | Tour de Thaïlande                                                          | 2.1            | Jutatip Maneephan (Thailand Women's cycling team)         |                |
| 10 – 14 avr.    | Pays-Bas         | Bloeizone Fryslân Tour                                                     | 2.1            | Lisa Klein (Canyon-SRAM Racing)                           |                |
| 17 avr.         | Belgique         | Flèche brabançonne                                                         | 1.1            | Sofie De Vuyst (Parkhotel Valkenburg)                     |                |
| 25 avr.         | Italie           | GP Liberazione                                                             | 1.2            | annulé/abandonné                                          |                |
| 27 avr.         | Pays-Bas         | Circuit de Borsele                                                         | 1.1            | Lorena Wiebes (Parkhotel Valkenburg)                      |                |
| 1 – 5 mai       | États-Unis       | Tour of the Gila                                                           | 2.2            | Brodie Chapman (Tibco-Silicon Valley Bank)                |                |
| 2 – 5 mai       | Tchéquie         | Gracia Orlová                                                              | 2.2            | Marta Bastianelli (Virtu Cycling Women)                   |                |
| 3 – 4 mai       | Royaume-Uni      | Tour de Yorkshire                                                          | 2.1            | Marianne Vos (CCC-Liv)                                    |                |
| 8 – 10 mai      | Suède            | Tour d'Uppsala                                                             | 2.2            | Sara Mustonen                                             |                |
| 10 – 12 mai     | Luxembourg       | Festival Elsy Jacobs                                                       | 2.1            | Lisa Brennauer (WNT-Rotor Pro Cycling)                    |                |
| 12 mai          | Belgique         | Trofee Maarten Wynants                                                     | 1.1            | Elisa Balsamo (Valcar Cylance)                            |                |
| 12 mai          | Hongrie          | V4 Ladies Series Pannonhalma                                               | 1.2            | Polina Kirillova (Russie)                                 |                |
| 16 – 19 mai     | Espagne          | Tour de Burgos                                                             | 2.1            | Stine Borgli (Norvège)                                    |                |
| 17 mai          | Venezuela        | Tour du Venezuela féminin I                                                | 1.2            | Angie González                                            |                |
| 18 – 19 mai     | Venezuela        | Tour du Venezuela féminin II                                               | 2.2            | Lilibeth Chacón (Cycling Girls Team)                      |                |
| 20 mai          | Espagne          | Durango-Durango Emakumeen Saria                                            | 1.2            | Lucy Kennedy (Mitchelton-Scott)                           |                |
| 21 mai          | Chine            | Tour de l'île de Zhoushan I                                                | 1.2            | Nguyễn Thị Thật (Lotto Soudal Ladies)                     |                |
| 22 – 23 mai     | Chine            | Tour de l'île de Zhoushan II                                               | 2.2            | Thi Thu Mai Nguyễn                                        |                |
| 23 mai          | Ukraine          | Kiev Olimpic Ring Women Race                                               | 1.2            | Hanna Tserakh (Minsk Cycling Club)                        |                |
| 24 – 25 mai     | Thaïlande        | The 60th Anniversary "Thai Cycling Association"                            | 2.1            | Yumi Kajihara                                             |                |
| 25 mai          | Ukraine          | Horizon Park Race                                                          | 1.2            | annulé/abandonné                                          |                |
| 26 mai          | Chine            | Tour de Taiyuan                                                            | 1.2            | Arianna Fidanza (Eurotarget-Bianchi-Vitasana)             |                |
| 26 mai          | Thaïlande        | The 60th Anniversary Thai Cycling Association - The Golden Era Celebration | 1.1            | Jutatip Maneephan (Thailand Women's cycling team)         |                |
| 26 mai          | Ukraine          | VR Women ITT                                                               | 1.2            | Valeriya Kononenko (Lviv Cycling Team)                    |                |
| 26 mai          | Suisse           | Grand Prix Cham-Hagendorn                                                  | 1.2            | Julie Norman Leth (Bigla)                                 |                |
| 27 mai          | États-Unis       | Winston-Salem Cycling Classic                                              | 1.1            | Leigh Ann Ganzar (Hagens Berman-Supermint)                |                |
| 28 mai – 2 juin | Allemagne        | Tour de Thuringe                                                           | 2.1            | Kathrin Hammes (WNT-Rotor Pro Cycling)                    |                |
| 31 mai          | France           | La Classique Morbihan                                                      | 1.1            | Christine Majerus (Luxembourg)                            |                |
| 1 juin          | France           | Grand Prix de Plumelec-Morbihan                                            | 1.1            | Cecilie Uttrup Ludwig (Bigla)                             |                |
| 2 juin          | Belgique         | Gooik-Geraardsbergen-Gooik                                                 | 1.1            | annulé/abandonné                                          |                |
| 5 – 9 juin      | France           | Tour de Bretagne                                                           | 2.2            | Audrey Cordon-Ragot (France)                              |                |
| 5 – 9 juin      | Guatemala        | Tour féminin du Guatemala                                                  | 2.2            | Liliana Moreno (Astana Women's Team)                      |                |
| 6 juin          | Canada           | Grand Prix Cycliste de Gatineau                                            | 1.1            | Leah Kirchmann (Sunweb)                                   |                |
| 7 juin          | Slovénie         | Ljubljana-Domzale-Ljubljana TT                                             | 1.2            | Marlen Reusser (Centre mondial du cyclisme)               |                |
| 7 juin          | Canada           | Chrono Gatineau                                                            | 1.1            | Amber Neben (Cogeas-Mettler-Look Pro Cycling Team)        |                |
| 8 juin          | Pays-Bas         | Omloop van de IJsseldelta                                                  | 1.2            | Marta Tagliaferro (Hitec Products-Birk Sport)             |                |
| 9 juin          | Belgique         | Dwars door de Westhoek                                                     | 1.1            | Elisa Balsamo (Valcar Cylance)                            |                |
| 12 – 16 juin    | États-Unis       | North Star Grand Prix Women                                                | 2.2            | annulé/abandonné                                          |                |
| 16 juin         | Belgique         | Diamond Tour                                                               | 1.1            | Lorena Wiebes (Parkhotel Valkenburg)                      |                |
| 6 juill.        | Hongrie          | V4 Ladies Series Restart Zalaegerszeg                                      | 1.2            | Olga Shekel (Ukraine)                                     |                |
| 7 juill.        | Canada           | Tour de Delta                                                              | 1.2            | Alison Jackson (Tibco-Silicon Valley Bank)                |                |
| 11 – 14 juill.  | Tchéquie         | Tour de Feminin - O cenu Českého Švýcarska                                 | 2.2            | Vita Heine (Hitec Products-Birk Sport)                    |                |
| 12 juill.       | États-Unis       | Chrono Kristin Armstrong                                                   | 1.2            | Chloé Dygert (Sho-Air Twenty20)                           |                |
| 18 – 21 juill.  | Belgique         | Baloise Ladies Tour                                                        | 2.1            | Lisa Klein (Canyon-SRAM Racing)                           |                |
| 25 – 28 juill.  | France           | Tour Pyrénées-Méditerranée                                                 | 2.2            | annulé/abandonné                                          |                |
| 30 juill.       | Espagne          | Emakumeen Nafarroako Klasikoa                                              | 1.2            | Ashleigh Moolman (CCC-Liv)                                |                |
| 1 août          | Espagne          | Clasica Femenina Navarra                                                   | 1.2            | Sarah Roy (Mitchelton-Scott)                              |                |
| 1 – 2 août      | France           | Kreiz Breizh                                                               | 2.2            | Teniel Campbell (Centre mondial du cyclisme)              |                |
| 3 août          | Belgique         | Erondegemse Pijl                                                           | 1.2            | Monique van de Ree (BTC City Ljubljana)                   |                |
| 3 août          | Espagne          | Classique de Saint-Sébastien                                               | 1.1            | Lucy Kennedy (Mitchelton-Scott)                           |                |
| 5 août          | Costa Rica       | Clasica CRC 506                                                            | 1.2            | Andrea Ramírez (Swapit Agolico)                           |                |
| 6 août          | Costa Rica       | Clasica Esencial Costa Rica                                                | 1.2            | Andrea Ramírez (Swapit Agolico)                           |                |
| 9 – 11 août     | Costa Rica       | Tour du Costa Rica                                                         | 2.2            | Marcela Prieto (Swapit Agolico)                           |                |
| 9 – 11 août     | Royaume-Uni      | Tour d'Écosse                                                              | 2.1            | Leah Thomas (Bigla)                                       |                |
| 11 août         | Belgique         | MerXem Classic                                                             | 1.2            | Lotte Kopecky (Lotto Soudal Ladies)                       |                |
| 17 août         | Belgique         | Flanders Ladies Classic-Sofie De Vuyst                                     | 1.2            | Julie Van de Velde (Lotto Soudal Ladies)                  |                |
| 18 août         | France           | La Périgord Ladies                                                         | 1.2            | Coralie Demay (FDJ-Nouvelle Aquitaine-Futuroscope)        |                |
| 21 août         | Pays-Bas         | Veenendaal Veenendaal Classic                                              | 1.1            | annulé/abandonné                                          |                |
| 22 – 25 août    | États-Unis       | Colorado Classic                                                           | 2.1            | Chloé Dygert (Sho-Air Twenty20)                           |                |
| 30 août         | France           | La Picto-Charentaise                                                       | 1.2            | Gladys Verhulst (Charente-Maritime)                       |                |
| 6 – 8 sept.     | Italie           | Tour de Toscane féminin-Mémorial Michela Fanini                            | 2.2            | Arlenis Sierra (Astana Women's Team)                      |                |
| 7 sept.         | Chine            | Scenic Avenue International Race I                                         | 1.2            | Sun Jiajun                                                |                |
| 8 sept.         | Chine            | Scenic Avenue International Race II                                        | 1.2            | Sun Jiajun                                                |                |
| 8 sept.         | France           | Chrono Champenois                                                          | 1.1            | Vita Heine (Hitec Products-Birk Sport)                    |                |
| 8 sept.         | France           | Grand Prix de Fourmies                                                     | 1.2            | Nguyễn Thị Thật (Lotto Soudal Ladies)                     |                |
| 10 – 13 sept.   | Belgique         | Tour de Belgique                                                           | 2.1            | Mieke Kröger (Allemagne)                                  |                |
| 13 – 19 sept.   | France           | Tour de l'Ardèche                                                          | 2.1            | Marianne Vos (CCC-Liv)                                    |                |
| 22 sept.        | France           | Grand Prix d'Isbergues                                                     | 1.2            | Christine Majerus (Boels Dolmans)                         |                |
| 5 oct.          | Italie           | Tour d'Émilie                                                              | 1.1            | Demi Vollering (Parkhotel Valkenburg)                     |                |
| 6 oct.          | Italie           | Grand Prix Bruno Beghelli                                                  | 1.1            | Marta Bastianelli (Virtu Cycling Women)                   |                |
| 17 oct.         | Chine            | Tour du Nanxijiang                                                         | 1.2            | Sun Jiajun                                                |                |
| 20 oct.         | France           | Chrono des Nations-Les Herbiers-Vendée                                     | 1.1            | Leah Thomas (Bigla)                                       |                |

## Classements finals
| Classement par points | Classement par points | Classement par points | Classement par points | Classement par points |
| Coureur               | Coureur               | Pays                  | Équipe                | Points                |
| --------------------- | --------------------- | --------------------- | --------------------- | --------------------- |
| 1re                   | Lorena Wiebes         | Pays-Bas              | Parkhotel Valkenburg  | 2259 pts              |
| 2e                    | Marianne Vos          | Pays-Bas              | CCC-Liv               | 2208 pts              |
| 3e                    | Annemiek van Vleuten  | Pays-Bas              | Mitchelton-Scott      | 1946 pts              |
| 4e                    | Marta Bastianelli     | Italie                | Virtu Cycling Women   | 1819 pts              |
| 5e                    | Anna van der Breggen  | Pays-Bas              | Boels Dolmans         | 1411 pts              |
| 6e                    | Amy Pieters           | Pays-Bas              | Boels Dolmans         | 1403 pts              |
| 7e                    | Katarzyna Niewiadoma  | Pologne               | Canyon-SRAM Racing    | 1268 pts              |
| 8e                    | Amanda Spratt         | Australie             | Mitchelton-Scott      | 1220 pts              |
| 9e                    | Christine Majerus     | Luxembourg            | Boels Dolmans         | 1198 pts              |
| 10e                   | Lisa Klein            | Allemagne             | Canyon-SRAM Racing    | 1077 pts              |

| Classement par points | Classement par points | Classement par points | Classement par points | Classement par points |
| Coureur               | Coureur               | Pays                  | Équipe                | Points                |
| --------------------- | --------------------- | --------------------- | --------------------- | --------------------- |
| 1re                   | Lorena Wiebes         | Pays-Bas              | Parkhotel Valkenburg  | 2259 pts              |
| 2e                    | Marianne Vos          | Pays-Bas              | CCC-Liv               | 2208 pts              |
| 3e                    | Annemiek van Vleuten  | Pays-Bas              | Mitchelton-Scott      | 1946 pts              |
| 4e                    | Marta Bastianelli     | Italie                | Virtu Cycling Women   | 1819 pts              |
| 5e                    | Anna van der Breggen  | Pays-Bas              | Boels Dolmans         | 1411 pts              |
| 6e                    | Amy Pieters           | Pays-Bas              | Boels Dolmans         | 1403 pts              |
| 7e                    | Katarzyna Niewiadoma  | Pologne               | Canyon-SRAM Racing    | 1268 pts              |
| 8e                    | Amanda Spratt         | Australie             | Mitchelton-Scott      | 1220 pts              |
| 9e                    | Christine Majerus     | Luxembourg            | Boels Dolmans         | 1198 pts              |
| 10e                   | Lisa Klein            | Allemagne             | Canyon-SRAM Racing    | 1077 pts              |

| Classement par équipes aux points | Classement par équipes aux points | Classement par équipes aux points | Classement par équipes aux points |
| Équipe                            | Équipe                            | Pays                              | Points                            |
| --------------------------------- | --------------------------------- | --------------------------------- | --------------------------------- |
| 1re                               | Boels Dolmans                     | Pays-Bas                          | 5647 pts                          |
| 2e                                | Sunweb Women                      | Pays-Bas                          | 4740 pts                          |
| 3e                                | Mitchelton-Scott                  | Australie                         | 4369 pts                          |
| 4e                                | Canyon-SRAM Racing                | Allemagne                         | 4217 pts                          |
| 5e                                | Trek-Segafredo                    | États-Unis                        | 4088 pts                          |
| 6e                                | CCC-Liv                           | Pays-Bas                          | 3953 pts                          |
| 7e                                | Parkhotel Valkenburg-Destil       | Pays-Bas                          | 3912 pts                          |
| 8e                                | Virtu Cycling Women               | Danemark                          | 3177 pts                          |
| 9e                                | WNT-Rotor Pro Cycling             | Allemagne                         | 3090 pts                          |
| 10e                               | Bigla                             | Danemark                          | 2461 pts                          |

| Classement par équipes aux points | Classement par équipes aux points | Classement par équipes aux points | Classement par équipes aux points |
| Équipe                            | Équipe                            | Pays                              | Points                            |
| --------------------------------- | --------------------------------- | --------------------------------- | --------------------------------- |
| 1re                               | Boels Dolmans                     | Pays-Bas                          | 5647 pts                          |
| 2e                                | Sunweb Women                      | Pays-Bas                          | 4740 pts                          |
| 3e                                | Mitchelton-Scott                  | Australie                         | 4369 pts                          |
| 4e                                | Canyon-SRAM Racing                | Allemagne                         | 4217 pts                          |
| 5e                                | Trek-Segafredo                    | États-Unis                        | 4088 pts                          |
| 6e                                | CCC-Liv                           | Pays-Bas                          | 3953 pts                          |
| 7e                                | Parkhotel Valkenburg-Destil       | Pays-Bas                          | 3912 pts                          |
| 8e                                | Virtu Cycling Women               | Danemark                          | 3177 pts                          |
| 9e                                | WNT-Rotor Pro Cycling             | Allemagne                         | 3090 pts                          |
| 10e                               | Bigla                             | Danemark                          | 2461 pts                          |

| \| Rang \| Pays \| Points \| \| ---- \| ---------- \| ------- \| \| 1er \| Pays-Bas \| 9228 \| \| 2e \| Italie \| 5380,33 \| \| 3e \| Allemagne \| 3195,24 \| \| 4e \| États-Unis \| 2995,49 \| \| 5e \| Australie \| 2926,34 \| \| 6e \| Belgique \| 2219 \| \| 7e \| Danemark \| 1948,5 \| \| 8e \| Canada \| 1887,25 \| \| 9e \| Pologne \| 1801,5 \| \| 10e \| Espagne \| 1778,34 \| |            |         |
| Rang | Pays       | Points  |
| 1er | Pays-Bas   | 9228    |
| 2e | Italie     | 5380,33 |
| 3e | Allemagne  | 3195,24 |
| 4e | États-Unis | 2995,49 |
| 5e | Australie  | 2926,34 |
| 6e | Belgique   | 2219    |
| 7e | Danemark   | 1948,5  |
| 8e | Canada     | 1887,25 |
| 9e | Pologne    | 1801,5  |
| 10e | Espagne    | 1778,34 |